# Shirin Soraya
Shirin Soraya (* 26. Januar 1976 in München) ist eine deutsche Schauspielerin.

## Karriere
Bereits als Kind wirkte Shirin Soraya, Tochter eines iranischen Vaters und einer deutschen Mutter, in verschiedenen Theaterproduktionen des Staatstheaters am Gärtnerplatz in München mit, darunter mit 15 Jahren im Musical Anatevka in der Rolle der Sprintze. Daneben nahm sie an Hörspiel-Produktionen des Bayerischen Rundfunks teil.
2001 absolvierte sie an der Hochschule für Film und Fernsehen „Konrad Wolf“ ein Schauspielstudium. Größere Bekanntheit erlangte sie durch ihre erste TV-Rolle in der Comedy-Show Was guckst du?!; es folgten weitere Auftritte in der Kinderserie Schloss Einstein sowie ab 2002 eine Hauptrolle in der Comedy-Serie Sechserpack.
Nach dem Ende von Sechserpack gründete sie 2009 ihr eigenes Unternehmen LichtRaumBerlin, das sich mit „Energiearbeit“ beschäftigt und in dem sie als „Energieseherin“ tätig ist.
Neben ihrer Muttersprache Deutsch spricht Soraya fließend Englisch und Italienisch.
Im Oktober 2021 beteiligte sie sich an der YouTube-Video Aktion Alles auf den Tisch gegen Freiheitsbeschränkungen während der COVID-19-Pandemie in Deutschland.
Im Juli 2022 war sie im SWR Nachtcafé zu Gast und erzählte von ihrer Tinnitus-Erkrankung.

## Filmografie
- 2001: Was guckst du?!
- 2003–2009: Sechserpack
- 2005–2007: Schloss Einstein
- 2009: Beam Me Up – Die große Star Trek Show
- 2011: Das Leben ist keine Autobahn
- 2015: Mila
- 2015: Superagent Ranjid
- 2018–2019: Freundinnen – Jetzt erst recht (Fernsehserie)